# Rhene elongata
Espèce
Rhene elongata est une espèce d'araignées aranéomorphes de la famille des Salticidae.

## Distribution
Cette espèce est endémique du Guizhou en Chine,. Elle se rencontre dans le xian de Xingren.

## Description
Le mâle holotype mesure 4,78 mm et la femelle paratype 4,89 mm.

## Systématique et taxinomie
Cette espèce a été décrite par Wang, Mi et Peng en 2023.

## Publication originale
- Wang, Mi, Wang, Gan, Irfan, Zhong & Peng, 2023 : « Notes on twenty-nine species of jumping spiders from South China (Araneae: Salticidae). » European Journal of Taxonomy, vol. 902, p. 1-91 (texte intégral).